# Allium lojaconoi
Espèce
Statut de conservation UICN

 NT  : Quasi menacé
Allium lojaconoi (en maltais, Tewm irqiq ta' Malta) est une espèce d'ails sauvages, endémique de l'archipel maltais, proche de Allium parciflorum.

## Taxonomie
L'espèce est pour la première fois décrite en 1982 par les biologistes Salvatore Brullo, Edwin Lanfranco (es) et Pietro Pavone.
Son nom d'espèce est un hommage au biologiste sicilien Michele Lojacono Pojero (it) qui fut un des premiers à noter la spécificité de la flore maltaise et dont l'herbier contenait un exemplaire d'Allium lojaconoi, sans l'avoir publié.

## Description
Plante très discrète, non exploitée. Fleurit en juin et juillet.

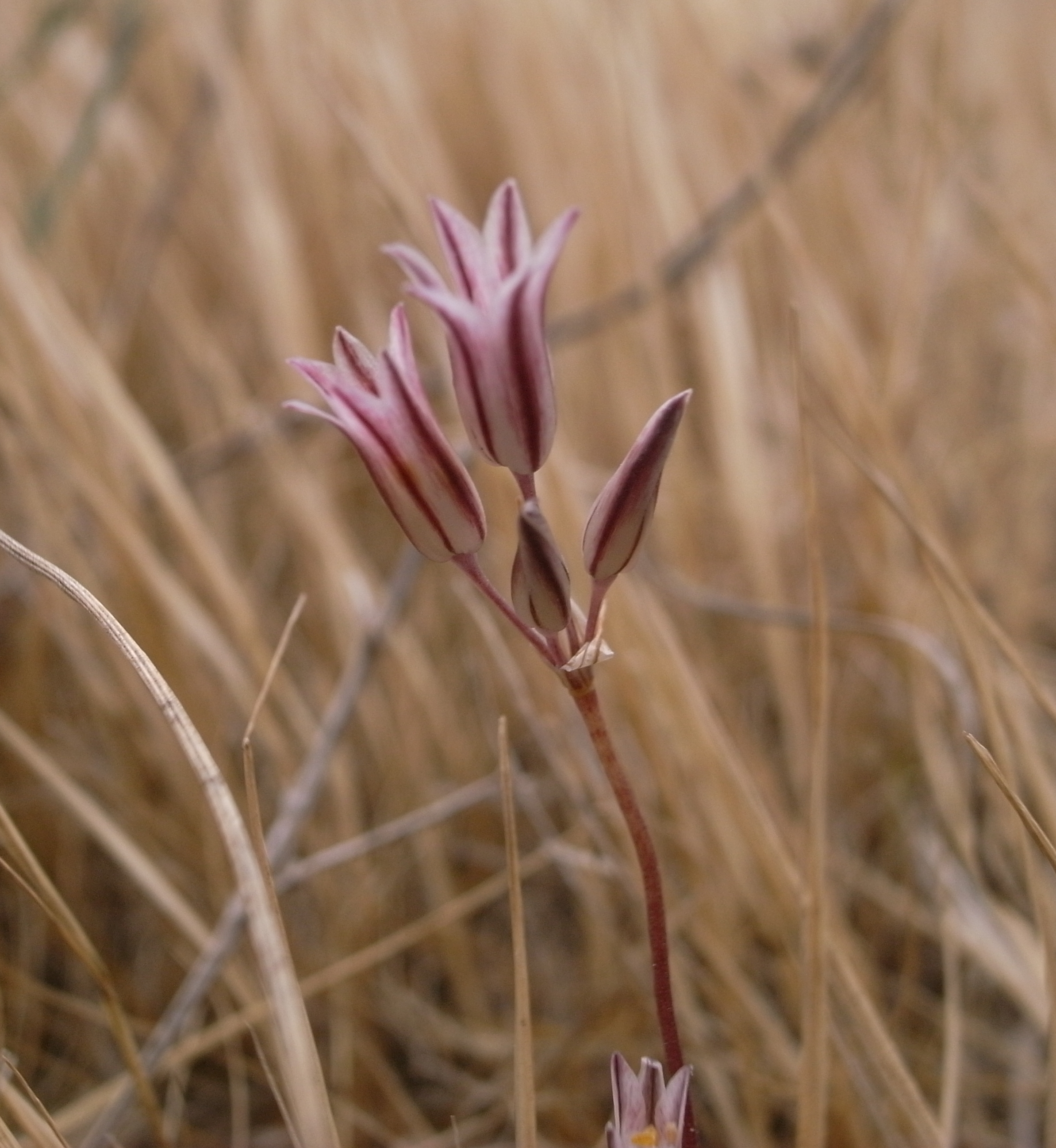
Fleur près des falaises de Dingli
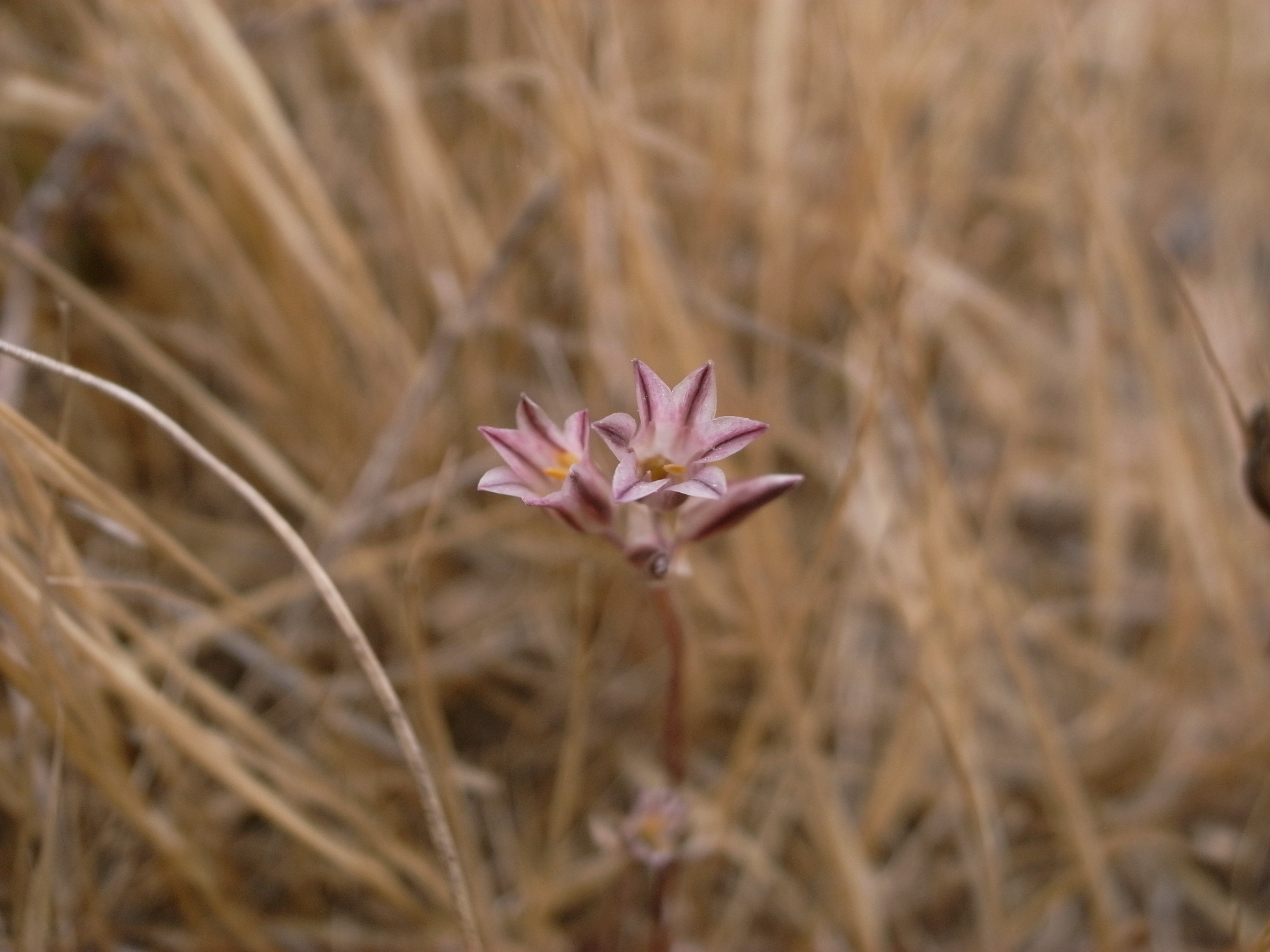
Fleur près des falaises de Dingli
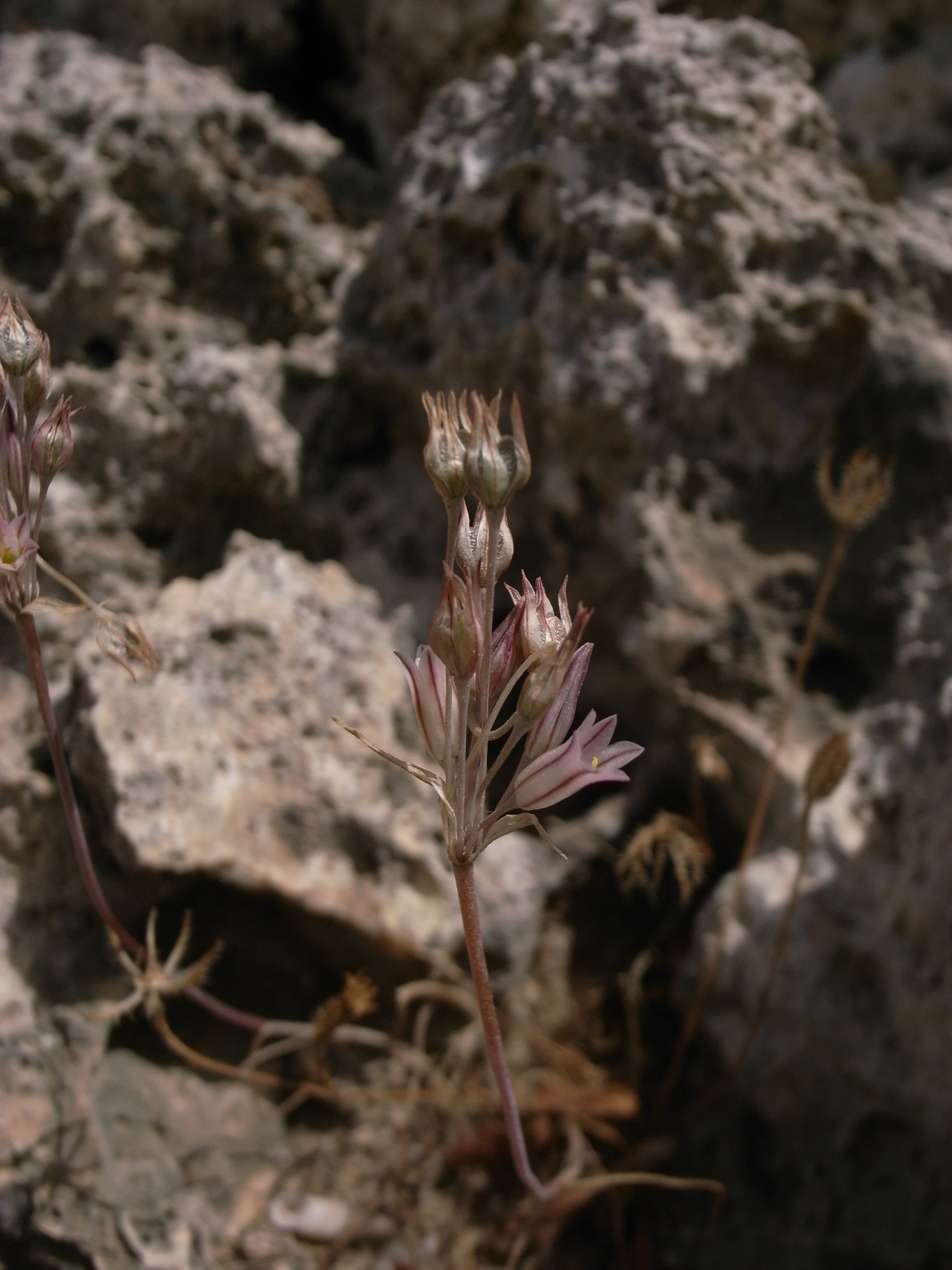
plante près de Għajn Tuffieħa
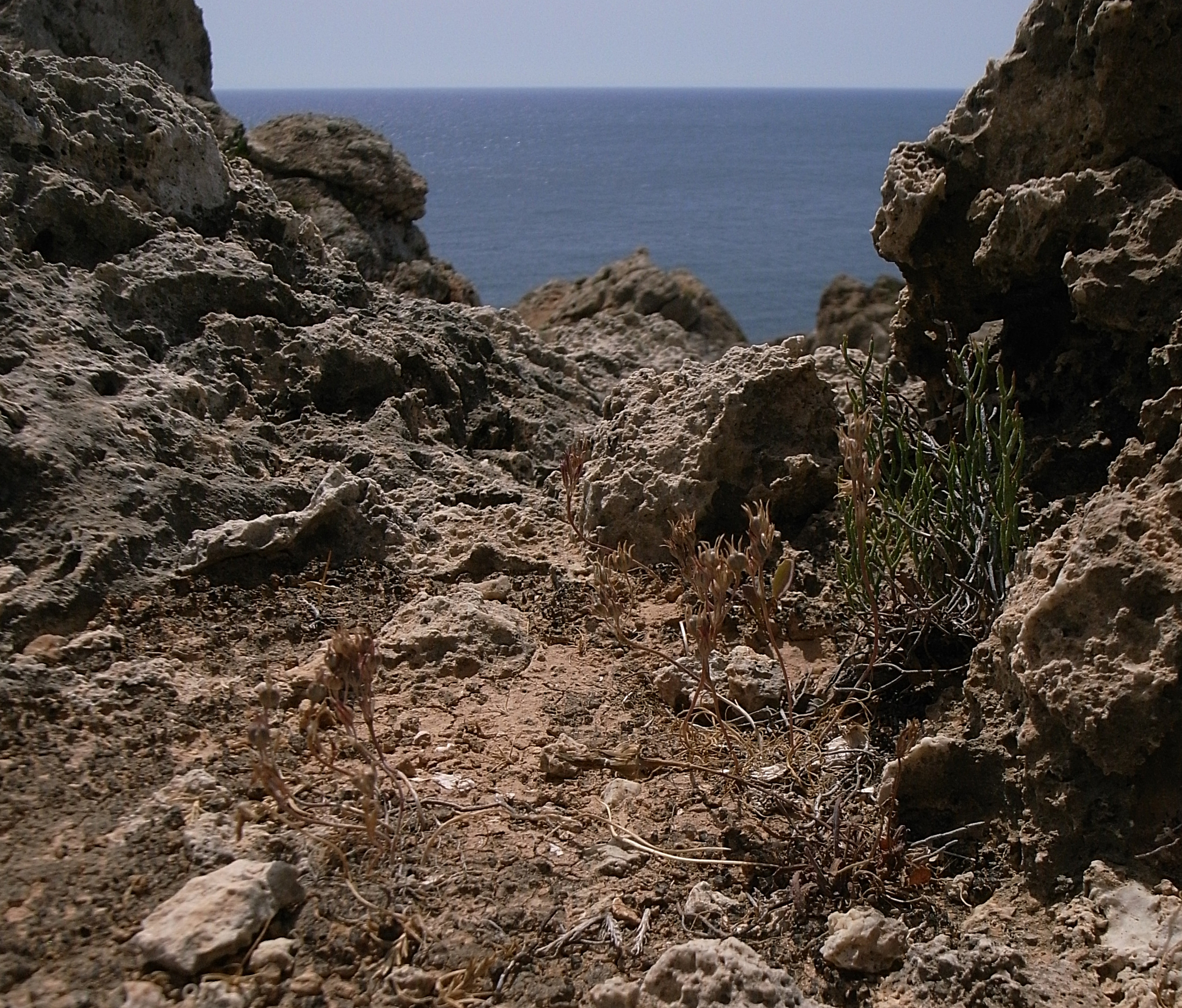
plante près de Għajn Tuffieħa

## Habitat et Distribution géographique
Allium lojaconoi vit à l'état sauvage sur les trois plus grandes îles de l'archipel maltais : Malte, Gozo et Comino. Elle se rencontre surtout sur la bande littorale, s'aventurant peu à l'intérieur des terres. La surface de distribution est estimée à moins de 100 km², avec une distribution fragmentée.
Les plantes poussent souvent dans des cavités de sol peu profond, au sein des rochers de la garrigue et le long des bords des vallées rocheuses.
La plante est peu fréquente mais la population semble stable. En raison de possibles perturbations par les activités humaines, de la propagation des espèces exotiques envahissantes et d'une distribution fragmentée, l'espèce est classée par précaution comme "quasi-menacée".